# 城口桤叶树
城口桤叶树（学名：Clethra fargesii）为桤叶树科桤叶树属下的一个种。

## 扩展阅读
- 維基物種上的相關：城口桤叶树